# Adriano Martelli
Adriano Martelli (Sabbioneta, 26 luglio 1950) è un ex calciatore italiano, di ruolo difensore.

## Carriera
Debutta in Serie B con il Como nel 1969 e dopo tre anni passa alla Lucchese, con cui disputa tre campionati di Serie C1.
Nel 1975 viene prelevato dal Grosseto e l'anno successivo disputa un'altra stagione in Serie B con la maglia della Sambenedettese. Torna al Grosseto per un anno prima di chiudere la carriera da professionista nel 1981 con l'Empoli.
Complessivamente conta 61 presenze in quattro campionati di Serie B.